# مرتن گپ (کنتاکی)
مرتن گپ (به انگلیسی: Mortons Gap) شهری در ایالت کنتاکی کشور ایالات متحده آمریکا است که جمعیت آن در سرشماری سال ۲۰۱۰ میلادی، ۸۶۳ نفر بوده‌است.